# Alterität
Der Begriff der Alterität  (engl.: ‚alterity‘; franz.: ‚altérité‘; von lat. „alter“: der Andere von zweien; siehe Alter Ego) bezeichnet in der Philosophie und in den Geistes- und Kulturwissenschaften das Gegenüber, das nicht Teil der eigenen Identität ist, aber dennoch die eigene Identität mit bestimmt.

## Begriff
Alterität bezieht sich auf das Wechselverhältnis verschiedener Identitäten, auf den Einfluss der sozialen Umwelt auf ein Individuum. Der Begriff beschreibt das Bewusstsein, dass es eine Vielzahl von Menschen und Kulturen gibt, die sich durch verschiedene Lebenswelten und Weltanschauungen unterscheiden. Alterität wird häufig als Synonym zu Begriffen wie Fremdheit oder Andersartigkeit verwendet. Der Begriff bezeichnet häufig  das Opake, Unzugängliche, das nicht Einholbare und Unverfügbare. Alterität ist kein Phänomen, das man selbst erzeugt, sondern was einem begegnet. Das Auftreten des Anderen widerfährt dem Menschen. Man kann nicht abweisen, dass es einen berührt. Sie wird infolge individueller Erfahrungen und Selbstverortungen eines Menschen konstruiert. Durch die unmittelbare Beziehung ist die oder der Andere Bedingung der Identität einer Person und indirekt zugleich Teil derselben. Alterität dient der Selbstbestätigung und der Selbstvergewisserung der eigenen Identität in einem wechselseitigen Austauschverhältnis, im Vergleich, in Reflexionsprozessen  und durch Abgrenzung zu einem Anderen. Alterität als Verknüpfung von Differenz und Identität hat stets eine Subjekt- bzw. Bewusstseinstheorie zur Grundlage. Abgrenzung und Ausgrenzung sind konstitutiv für Identitäten kollektiver Gruppen. Das Bewusstsein seiner selbst setzt das Bewusstsein von einem Anderen voraus. Alterität kann zum einen auf die Vielfalt und den Reichtum anderer Kulturen hinweisen, zum anderen aber auch auf Distanzen, die zu Vorurteilen, Diskriminierung und Abwertung führen.

## Anwendungsbereiche des Begriffs
Das Andere oder Fremde ist immanenter Gegenstand der Kulturanthropologie. Der Begriff der Alterität wird häufig eingesetzt bei der Analyse von bestehenden Hegemonien und hierarchischen Machtverhältnissen etwa in Bezug auf Teilhabe und Distanz in multi-ethnischen Gesellschaften oder für kulturelle und sprachliche Fremdbilder. Dabei geht es um soziale Wahrnehmung und die Konstruktion von Differenzen. Die in dem Begriff der Alterität enthaltene Differenz von Ich und Du, von Wir und Ihnen, des Eigenen und des Fremden, des Selbst und des Anderen, der Selbst- und Fremdwahrnehmung, der Nähe und Entferntheit findet im Feminismus (seit Simone de Beauvoirs „Das andere Geschlecht“), im Poststrukturalismus, im Postkolonialismus (Edward Said, ), in der interkulturellen Philosophie oder den Subaltern Studies (Gayatri Spivak))  und anderen modernen Gesellschaftstheorien ihre Anwendung, um Differenzen sichtbar zu machen und in Frage zu stellen (Dekonstruktion von Identitäten). Inhaltlich geht es in der Sozialphilosophie und der Sozialpsychologie um Vorstellungswelten und Mentalitäten, um Bilder und Symbolwelten in ihrem jeweiligen sozialen und politischen Zusammenhang.
Arbeitsfelder sind Sprache, Literatur und Kunst, religiöse Vorstellungen und Praktiken und Geschichtsbilder, aber auch Sitten und Bräuche, Konventionen und normierte Verhaltensweisen. In der Geschichtswissenschaft dient der Begriff der Alterität zur Charakterisierung der Fremdartigkeit des Historischen. Auch in der Germanistischen Mediävistik wird der Begriff der Alterität als Kategorie verwendet, um die Distanz im Denken heutiger Interpreten zu den Autoren  der mittelalterlichen Welt zu kennzeichnen. Alterität zur Kennzeichnung von kulturellen Unterschieden spielt auch bei Übersetzungen eine  wichtige Rolle. Dabei kann eine intensive Beschäftigung mit der Materie zu einem Übergang von der Fremdheit in eine größere Vertrautheit bewirken, die sogar eine bessere Charakterisierung der Unterschiede zur Folge haben kann. Alterität beschreibt hier im Vergleich zur Fremdheit eher objektive Differenzen

## Entstehung des Begriffs der Alterität
Ausgangspunkt der Betrachtungen über die Bedeutung des Anderen für die eigene Selbstbestimmung ist die Kritik an der mit René Descartes einsetzenden solipsistischen Philosophie des Subjektes, die die Welt allein aus der eigenen Vernunft heraus betrachtet. Es kommt zur schrittweisen Auflösung des theozentrischen Weltbildes. Gott wird in der Perspektive der Aufklärung ersetzt durch das sich selbst bestimmende Subjekt. Der Andere wird lediglich zum Erkenntnisobjekt. Das Subjekt ist Ursprung der eigenen Vernunft, des naturwissenschaftlichen Wissens und des rationalen Handelns.
Davon abweichende Dichotomien finden sich bereits im 19. Jahrhundert etwa bei Hegel (Herrschaft und Knechtschaft sowie die wechselseitige Beziehung von Selbstbewusstsein und  Anerkennung), bei Karl Marx (Bourgeoisie und Proletariat) oder bei Nietzsche (Herren- und Sklavenmoral). Bereits Johann Gottlieb Fichte hatte für das praktische Selbst festgestellt: „Kein freies Wesen kommt zum Bewußtseyn seiner selbst, ohne zugleich zum Bewußtseyn andrer Wesen seines gleichen zu kommen.“ „Das Verhältnis freier Wesen ist daher das Verhältnis einer Wechselwirkung durch Intelligenz und Freiheit. Keines kann das andere anerkennen, wenn nicht beide gegenseitig sich anerkennen: und keines kann das andere behandeln als ein freies Wesen, wenn nicht beide sich gegenseitig so behandeln."

## Jüdische Denker
Ein neuer Blick auf das Andere, die Andersheit oder Fremdheit als wesentlicher Bestandteil der eigenen Subjektivität erfolgte ursprünglich vor allem bei jüdisch geprägten Denkern seit der Wende zum 20. Jahrhundert. Alterität bezeichnet hier ein Subjekt-Subjekt-Verhältnis, eine Instanz, der wir uns nicht entziehen können, die uns anspricht und anschaut und auf die wir antworten.
Ein früher Gedanke zur Abhängigkeit des eigenen Selbst vom Anderen findet sich in Hermann Cohens religionsphilosophischen Betrachtungen. Dabei nähert er sich dem Thema zunächst fragend: „[…] so bedarf es doch noch einer anderen Vermittlung als nur derjenigen, welche zwischen dem Ich und der Menschheit gefordert wird. Neben dem Ich erhebt sich, und zwar im Unterschied zum Es, der Er: ist er nur das andere Beispiel vom Ich, dessen Gedanke daher durch das Ich schon mitgesetzt wäre? Die Sprache schon schützt vor diesem Irrtum: sie setzt vor das Er das Du. Ist auch das Du nur ein anderes Beispiel für das Ich und bedürfte es nicht einer eigenen Entdeckung des Du, auch wenn ich bereits meines Ich gewahr geworden bin? Vielleicht verhält es sich umgekehrt, dass erst das Du, die Entdeckung des Du mich selbst auch zum Bewußtsein meines Ich, zur sittlichen Erkenntnis meines Ich zu bringen vermöchte“ (RV 17) „Sollte nun aber die Frage entstehen, welcher besondere Wert dieser Anrede, dieser Auszeichnung des Du zukommt, durch welche die Identität der Menschheit bedroht scheinen könnte, so gilt es nunmehr, diesen eigenen Beitrag für en Begriff des menschlichen Individuums zu erforschen, den die Entdeckung des Du zur Enthüllung bringt.“ (RV 18) „Das Du gehört  jedoch der unendlichen Gliedreihe der Menschheit an: die Methode, welche daher gefordert wird, ist eine neue, aber keine fremde. Sie ergänzt die einheitliche Methode der Ethik, aber es muß ihr Eigenart zugesprochen werden.“ (RV 18) „[…] offenbar ist es die Persönlichkeit, welche mehr als vom Er durch das Du an den Tag gehoben wird. […] Bleibt der Organismus mit seinem Stoffwechsel schlechthin indifferent für das Ich?“ (RV 19) Bereits die Stoa hatte das Leiden aus dem Bereich des Sittlichen ausgeschlossen. Das ist für Cohen grundsätzlich falsch. Leiden ist für die Moral nicht indifferent. „Und es entsteht die Frage, ob nicht gerade durch die Beachtung des Leidens bei dem Anderen dieser Andere aus dem Er in das Du sich verwandelt.“ (RV19). „Die Leiblichkeit gehört nun einmal zur Seele des Individuums, und die Seele wird vernachlässigt, wenn die Mühsal des Leibes vernachlässigt wird, Die Humanität erfordert auch die Beachtung des eigenen Leides.“ (RV 22) Die eigene Identität entsteht erst in der Begegnung mit dem Anderen. In einem Vortrag aus dem Jahr 1917 unter dem Titel „Was einigt die Konfessionen?“ resümiert Cohen: „Was ist der Inbegriff aller Religionen und die letzte Probe aller Religionen selbst? Liebe Deinen Anderen, und du bezeugst, daß du deinen Gott liebst. So hat Hillel die Quintessenz der Religion einem Heiden gegenüber bezeichnet, und so auch Jesus auf die Frage der Schriftgelehrten. Die Menschenliebe, die Sympathie mit allem, was Menschenantlitz trägt, die Erkenntnis des Ich in dem Anderen, die Losreißung des Ich von der Selbstsucht, die Humanität ist das höchste Ideal, wie aller Kultur, so auch des Unterrichts. Aufklärung ist Klärung des Begriffs der Humanität.“
Georg Simmels Werk „Soziologie“ von 1908 enthält im 9. Kapitel einen Exkurs über den Fremden, in dem dieser sich aus soziologischer Sicht mit dem Phänomen der Andersheit innerhalb einer Gruppe auseinandersetzte. Menschen werden in der Gruppe nach einem Inneren oder einem Äußeren im Verhältnis zur Gruppe klassifiziert. Ihnen wird ein bestimmter Typus zugewiesen wie etwa Stadt-, Land- und Rassefremde, der das Merkmal „fremde Herkunft“ enthält und sie werden hierauf unabhängig von ihren individuellen Eigenschaften reduziert. Simmels Beispiel ist die mittelalterliche Judensteuer, die unabhängig von Einkommen und Vermögen erhoben wurde. Durch die Zugehörigkeit bzw. Nichtzugehörigkeit zu einer Gruppe entstehen so Verhältnisse der Nähe oder Ferne. Es entsteht »ein Element von Kühle, ein Gefühl von Zufälligkeit gerade dieser Beziehung“. Die Beziehung des Fremden zu Gruppe kann unterschiedlich ausfallen. Simmel nennt als Beispiele den unbefangenen neutralen Richter oder den machtlosen Rebellen.
Leo Baeck formulierte 1913 in einem Vortrag über die Schöpfung des Mitmenschen: „[…] das biblische Gleichniswort, das alles enthält, es besagt: mein „Bruder“, mein „Nächster“. Ich kann an mein Leben nur glauben, wenn ich an das seine glaube. Nur wenn ich vor ihm Ehrfurcht hege, habe ich die Ehrfurcht vor dem, was das Beste, das Menschlichste in mir ist. Damit ist erst der Mitmensch geschaffen und somit erst das ganze Menschenleben: Ich und der Andere als ein Untrennbares, als sittliche Einheit.“
In der Nachfolge Cohens entstand die existenzialistisch geprägte Dialogphilosophie von Martin Buber und Franz Rosenzweig. Für Buber formt der Mensch seine Identität hauptsächlich in Relation zu seiner Umgebung. Buber wandte  sich aber gegen die Subjekt-Objekt Dichotomie, wie er sie bei Kant zu finden glaubte. Objekte sind „Dinge aus Eigenschaften, Vorgänge aus Momenten bestehend, Dinge ins Raumnetz, Vorgänge ins Zeitnetz eingetragen, Dinge und Vorgänge von ändern Dingen und Vorgängen eingegrenzt, an ihnen meßbar, mit ihnen vergleichbar.“ Erst in der Begegnung mit dem Anderen entsteht die eigene Identität. „Der Mensch wird am Du zum Ich.“ Die Beziehung zum Du ist unmittelbar. „Zwischen Ich und Du steht keine Begrifflichkeit, kein Vorwissen und keine Phantasie.“ Die Beziehung zum Anderen entsteht in einem (nichtsprachlichen) Dialog, durch den Verantwortung und Liebe entsteht. Diese können nicht bestehen, wenn der Andere verdinglicht wird. „Solang die Gegenwart der Beziehung währt, ist diese ihre Weltweite unantastbar. Sowie jedoch ein Du zu Es wird, erscheint die Weltweite der Beziehung als ein Unrecht an der Welt, ihre Ausschließlichkeit als eine Ausschließung des Alls.“
„Hebräischer Humanismus bedeutet also: erstens, Zurückgreifen auf die sprachliche Überlieferung unserer klassischen Antike, auf die hebräische Bibel; zweitens, Aufnahme der Bibel nicht um ihres literarischen, geschichtlichen und nationalen Wertes willen, wie wichtig auch all dies im übrigen ist, sondern um des normativen Wertes des biblischen Menschenbildes willen; …“
In der Nachfolge von Buber und Rosenzweig entwickelte Hermann Levin Goldschmidt das Konzept der Dialogik.

## Phänomenologie
Etwa zeitgleich zu Buber entwickelte Edmund Husserl in der Phänomenologie eine Philosophie der Intersubjektivität. Für ihn war das (innere) an den Leib gebundene Bewusstsein ist immer auf etwas (äußeres) gerichtet. Diese Beziehung bezeichnet Husserl als Intentionalität. Indem ich den Anderen wahrnehme, erkenne ich ihn ebenfalls als Leib. In einer „Paarungsassoziation“ unterstelle ich dem anderen Leib ein eigenes weltkonstituierendes Subjekt. „der Andere ist Spiegelung meiner selbst, und doch nicht eigentlich Spiegelung; Analogon meiner selbst, und doch wieder nicht Analogon im gewöhnlichen Sinne“. Die Vorstellung des Anderen ist „ein Mitgegenwärtig-Machen, eine Appräsentation“. Für Husserl bedeutet der Andere den »original Unzugänglichen«. „Zu beachten ist dabei, daß es im Sinne gelingender Fremdapperzeption liegt, daß eben ohne weiteres die Welt der Anderen, die ihrer Erscheinungssysteme, als dieselbe erfahren sein muß wie die meiner Erscheinungssysteme, was eine Identität der Erscheinungssysteme in sich schließt“. Ich habe zum Seelenleben des Anderen keinen Zugang. Ich kann die Erfahrungen des Anderen nicht wissen, sondern sie nur in einer Analogie durch „einfühlen“ versuchen zu erfassen. Die Koexistenz meines eigenen Ego mit dem fremden Ego führt  zu einer Menschengemeinschaft, die in einer Wechselbeziehung gegenseitiger Erfahrungen stehen. Intersubjektivität entsteht in der gemeinsamen Kommunikation und im Wissen um die Gemeinschaft. „AIle Seelen bilden eine einzige durch die Phänomenologie systematisch zu entfaltende Einheit der Intentionalität in wechselseitiger Implikation der Lebensströme der einzelnen Subjekte; was in der naiven Positivität oder Objektivität ein Außereinander ist, ist von Innen gesehen intentionales Ineinander." Husserl gab mit seinem Konzept der Intersubjektivität der gesamten Phänomenologie einen maßgeblichen Impuls.
Bei Maurice Merleau-Ponty ist die Intersubjektivität Voraussetzung für das Subjekt. Der Zugang zum Phänomen des Anderen erfolgt durch die Erfahrung unseres Leibes. Der fremde Leib ist dabei „so etwas wie eine wunderbare Fortsetzung seiner eigenen Intentionen, eine vertraute Weise des Umgangs mit der Welt“, so dass „der fremde Leib und der meinige ein einziges Ganzes, zwei Seiten eines einzigen Phänomens“ bilden. Die Begegnung mit dem Anderen etwa im Gespräch ist ein „gemeinsames Tun“, „deren Schöpfer keiner von uns beiden ist“.
Jean Paul Sartre knüpft in seinem Werk Das Sein und das Nichts  (SN) von 1943 an Fiches Feststellung an, dass ohne den Anderen eine Bewusstsein von sich selbst nicht entstehen kann: „Das Bewusstsein ist ein Seiendes, dem es in seinem Sein um dieses selbst geht, sofern dieses Sein ein Sein in sich einbezieht, das ein anderes als es selbst ist.“ Entsprechend unterscheidet Sartre ein „An-sich“ und ein „Für-sich“ im Selbstbewusstsein. Das An-sich ist das ontologisch Gegebene, das was ist. Es ist ein Gegenstand ohne Bewusstsein und Intentionalität. Das Für-sich hingegen ist die „konstitutive Struktur des Bewußtseins“ (SN 35) Gegen Husserl betonte Sartre: „Man begegnet dem Andern, man konstituiert ihn nicht“
Auch Bernhard Waldenfels geht von Husserl aus, bezeichnet den Anderen aber durchgängig als „Fremden“. Er nennt den Fremden einen „Stachel“ im Fleische des Eigenen. Das Fremde ist Gegenstand unserer Erfahrung und begründet zugleich die Erfahrung als solche. „Nehmen wir das Fremde dagegen als etwas, das nicht dingfest zu machen ist, nehmen wir es als etwas, das uns heimsucht, indem es uns beunruhigt, verlockt, erschreckt, indem es unsere Erwartungen übersteigt und sich unserem Zugriff entzieht, so bedeutet dies, daß die Erfahrung des Fremden immer wieder auf unsere eigene Erfahrung zurückschlägt und in ein Fremdwerden der Erfahrung übergeht“ Waldenfels unterscheidet von der alltäglichen die radikale Fremdheit: „Fremdheit in ihrer radikalen Form besagt, daß das Selbst auf gewisse Weise außer sich selbst ist und daß jede Ordnung von Schatten des Außer-ordentlichen umgeben ist. Solange man sich dieser Einsicht verschließt, bleibt man einer relativen Fremdheit verhaftet, einer bloßen Fremdheit für uns, die einem vorläufigen Stand der Aneignung entspricht“

## Alterität und Ethik bei Emmanuel Lévinas
Emmanuel Levinas gründet seine Philosophie der "asymmetrischen Intersubjektivität“
„Die Weise des Anderen, sich darzustellen, in dem es die Idee des Anderen in mir überschreitet, nennen wir nun Antlitz. Diese Weise besteht nicht darin, vor meinem Blick als Thema aufzutreten, sich als ein Ganzes von Qualitäten, in denen sich ein Bild gestaltet, auszubreiten. In jedem Augenblick zerstört und überflutet das Antlitz des Anderen das plastische Bild, das er mir hinterlässt, überschreitet er die Idee, die nach meinem Maß und nach dem Maß ihres ideatum ist – die adäquate Idee. Das Antlitz manifestiert sich nicht in diesen Qualitäten, sondern ‚kath auto‘. Das Antlitz drückt sich aus.“ (TU 63)
„Wenn Sie eine Nase, Augen, eine Stirn, ein Kinn sehen und sie beschreiben können, dann wenden Sie sich dem Anderen wie einem Objekt zu. Die beste Art, dem Anderen zu begegnen, liegt darin, nicht einmal seine Augenfarbe zu bemerken. Wenn man auf die Augenfarbe achtet, ist man nicht in einer sozialen Beziehung zum Anderen. Die Beziehung zum Antlitz kann gewiss durch die Wahrnehmung beherrscht werden, aber das, was das Spezifische des Antlitzes ausmacht, ist das, was sich nicht darauf reduzieren lässt.“ (EU 64) „In der Tat ist die Verantwortlichkeit kein bloßes Attribut der Subjektivität, so als würde diese bereits vor der ethischen Beziehung in sich selbst existieren. Die Subjektivität ist nicht ein Für-sich; sie ist [... ] ursprünglich ein Für-einen-Anderen. „Das Subjekt fängt somit nicht mehr bei sich an, sondern versteht sich als Antwortendes auf einen je schon ergangenen Anspruch. Dieser kommt jeder Eigeninitiative zuvor und nötigt zu einem Antworten. Das Bewusstsein fungiert in diesem Zusammenhang nicht mehr als Bezugsmitte für alles Erscheinen, sondern wird durch den Anspruch, der nicht auf es selbst zurückgeführt werden kann, in Frage gestellt.“ In einer unmittelbaren Auseinandersetzung Paul Ricœurs mit Anders. Eine Lektüre von "Jenseits des Seins und anders als Sein geschieht" von Emmanuel Levinas wird die besondere ethische Bedeutung der Sprache bei Levinas herausgestellt.

## Alterität in der Philosophie der Befreiung
Enrique Dussel, einer der Begründer der Philosophie der Befreiung, kritisiert grundlegend den Eurozentrismus in der modernen Philosophie.
„Die europäische Expansion der Neuzeit fand ihre ontologische Formulierung in jenem «ego cogito», dem faktisch das «ich erobere» vorausgegangen war. Wie Spinoza in seiner Ethik sagt, ist das ego ein Moment der einzigen Substanz Gottes — eine Position, die in der Folge (der junge) Schelling und Hegel übernahmen; das europäische Ich wurde vergöttlicht. Fichte weist uns darauf hin, da im «Ich-bin-ich» das Ich «schlechthin gesetzt» ist; es ist ein unbedingtes, unbestimmtes, unendliches, absolutes (und bei Hegel im Grunde göttliches), natürliches Ich. Bei Nietzsche wird dieses Ich zu einer schöpferischen Macht (das Ich als «Wille zur Macht»), und bei Husserl zum diskreteren «ego cogito cogitatum» der Phänomenologie. Das bedenklichste ist, daß der Andere, der andere Mensch als der Andere (der Indio, der Afrikaner, der Asiate, die Frau usw.) zu einer Idee, zu einem Objekt, zu dem Sinn wird, der von einem «konstituierenden Ur-Ich» konstituiert wird: der Andere wird zu einem bloßen «cogitatum» entidentifiziert, verdinglicht, entfremdet.“
„In pädagogischer Absicht und auf eine etwas abstrakte Art und Weise nimmt unser Diskurs seinen Ausgang von der levinasschen Intuition, daß der Andere (Anruf) die ursprüngliche Quelle jedes möglichen Diskurses ist.“ „Der Andere ist das Primare (die Eltern, die den Sohn prokreieren; die Gesellschaft, die uns in die Tradition aufnimmt, der Schöpfer, der uns das reale Sein gibt). Bevor der Mensch zur Natur (die Ökonomik) in Beziehung tritt, setzt er sich dem andern Menschen aus: Wir kommen zur Welt im Schoß eines Andern (unsere Mutter), wir essen ursprünglich von einem Andern (wir saugen an der Mutterbrust), wir erstreben Dauer im «von Angesicht zu Angesicht». Für die Proximität des «von Angesicht zu Angesicht» ist die Ferne des Ökonomischen ein mühsamer Umweg.“
„Die biblische Symbolik enthüllt uns vermittels der prophetischen Überlieferungen einen Diskurs oder eine Logik, die wir in aller Kürze darlegen. Erstens «erhob sich Kain über seinen Bruder Abel und schlug ihn tot» (Gen 4,8), wozu Jesus beifügt: «der heilige Abel» (Mt 23,35). Das Nein zum Andern ist die einzige mögliche Sünde; es ist die «Sünde der Welt», die Ursünde. Nein zu Abel, zum Andern sagen ebenfalls der Priester und der Levit im Gleichnis vom guten Samariter (Lk 10, 31-32). In seiner politischen Formulierung der Ursünde sagt Augustinus klar: «Kain gründete eine Stadt, während Abel, als Pilgrim, keine gründete.»  Geschichtlich und real gesehen nimmt die Sünde seit dem 15. Jahrhundert die konkrete Gestalt des Neins des nordatlantischen Zentrums zum Indio, zum Afrikaner, zum Asiaten, zum Arbeiter, zum Landarbeiter, zum Außenseiter an. Sie ist das Nein zur Frau in der patriarchalischen Familie und das Nein der auf Herrschaft ausgehenden Erziehung zum Sohn.“

## siehe auch
- Randseiter, Außenseiter, Paria, Diaspora
- Othering, Critical Race Theory, Queerplatonische Beziehung, Toleranz-Paradoxon
- Das Fremde, Xenologie, Ethnozentrismus